# Palazzo Cospi
Il Palazzo Cospi, o Palazzo Cospi Ferretti, è un edificio storico situato in via Castiglione, nel centro di Bologna, in Emilia-Romagna.

## Storia e descrizione
Costruito dai Sampieri nel XV secolo conserva, d'epoca rinascimentale, le terrecotte in facciata e il bel cortile. Passato poi nel 1614 ai Cospi, venne decorato nella prospettiva del cortile e nelle magnifiche sale al piano nobile con affreschi di Angelo Michele Colonna e Giacomo Alboresi del 1670 circa. Altri ambienti recano pitture settecentesche di Domenico Pedrini e ornati di Francesco Stagni. 
Nel Seicento, a Bologna, con la perdita degli affreschi del Baglione al piano terra della villa del Tuscolano di Giovanni Battista Campeggi, il modello decorativo di riferimento per il giardino dipinto (che poi diventerà "stanza paese") sarà dato dalla sala senatoria di Palazzo Cospi, opera del Colonna e del paesaggista Gioacchino Pizzoli, in cui la natura è protagonista e ove si «spalancano le pareti, e le immergono in un fresco verziere».
Una pianta del pian terreno del palazzo è attribuita a Domenico Martinelli, su copia della pianta dell'architetto Ottaviano Mascarino conservata presso l'Accademia di San Luca a Roma.
Il palazzo Cospi Ferretti è incluso tra I Luoghi del Cuore del Fondo Ambiente Italiano.